# Elecciones parlamentarias de Moldavia de 2005
Las elecciones parlamentarias de Moldavia tuvieron lugar el 6 de marzo de 2005. La asistencia a las urnas fue de un 63.7%
| Resultados de las elecciones parlamentarias de Moldavia del 6 de marzo de 2005 |

| Partidos y coaliciones | Votos   | %     | Asientos |
| --- | ------- | ----- | -------- |
| Partido de los Comunistas de la República de Moldavia (Partidul Comuniştilor din Republica Moldova) | 716.336 | 45,98 | 56       |
| Bloque Electoral Moldavia Democrática (Blocul Electoral Moldova Democrată) | 444.377 | 28,53 | 34       |
| Partido Popular Cristiano Demócrata (Partidul Popular Creştin Democrat) | 141.341 | 9,07  | 11       |
| Bloque electoral de la Madre Patria (Blocul Electoral Patria - Rodina) - Partido Socialista de Moldavia (Partidul Socialist din Moldova) - Partido de los Socialistas de la República de Moldavia (Partidul Socialiştilor din Republica Moldova) | 77.490  | 4,97  | 0        |
| Partido Socialdemócrata de Moldavia (Partidul Social-Democrat din Moldova) | 45.551  | 2,92  | 0        |
| Movimiento Republicano Sociopolítico Igualdad (Miscarea Social-Politică Republicană Ravnopravie) | 44.192  | 2,83  | 0        |
| Partido de la Justicia Socioeconómica de Moldavia (Partidul Dreptăţii Social-Economice din Moldova) | 25.870  | 1,66  | 0        |
| Partido Campesino Cristiano-Demócrata de Moldavia (Partidul Ţărănesc Creştin-Democrat din Moldova) | 21.365  | 1,37  | 0        |
| Partido Laborista (Partidul Muncii) | 14.399  | 0,92  | 0        |
| Unión Centrista (Uniunea Centristă) | 11.702  | 0,75  | 0        |
| Partido Republicano ( Partidul Republican) | 592     | 0,04  | 0        |
| Independientes | 14.676  | 0,94  | 0        |
| Total (%) |         |       | 101      |

ANM, PDM y el PSL fueron parte del Bloque Electoral Moldavia Democrática (Blocul Electoral Moldova Democrată).
Como reusltado de las elecciones parlamentarias, el Partido de los Comunistas de la República de Moldavia obtuvo 56 asientos de los 101 del Parlamento, más que los 51 necesarios para formar un gobierno, pero menos de los 61 necesarios para elegir al presidente. El actual presidente Vladimir Voronin pudo ser reelecto gracias al apoyo del Partido Popular Cristiano Demócrata y de los partidos Democrático y Social-Liberal.